# John Ingle
John Ingle (Tulsa (Oklahoma), 7 mei 1928 - Los Angeles, 16 september 2012) was een Amerikaanse acteur.

## Biografie
Ingle heeft gestudeerd aan de Verdugo Hills High School in Los Angeles. Ingle heeft van 1955 tot en met 1964les gegeven in acteren op de Hollywood High School in Hollywood. Van 1964 tot en met 1985 gaf hij les in acteren op de Beverly Hills High School in Beverly Hills waar hij ook les gaf aan Nicolas Cage, David Schwimmer, Richard Dreyfuss en andere. In 1985 nam hij ontslag als leraar om zich volledig te concentreren op acteren.
Ingle begon in 1962 begonnen met acteren, in de televisieserie The Jetsons. Hierna heeft hij nog meer dan 100 rollen gespeeld in televisieseries en -films, maar het meest bekend is hij van Amerikaanse soapseries zoals Days of Our Lives (2004-2006) met 43 afleveringen en General Hospital (1993-2011) met 408 ! afleveringen.
Ingle was in 1954 getrouwd en samen kregen ze vijf dochters en negen kleinkinderen.

## Prijzen
- 2001 Soap Opera Digest Awards in de categorie Beste Acteur in de televisieserie General Hospital – genomineerd.
- 1998 Soap Opera Digest Awards in de categorie Beste Mannelijke Scene Steler in de televisieserie General Hospital – gewonnen.

## Filmografie

### Films
Selectie:
- 2009 TiMER – als Dutch
- 2005 Hostage – als man met grijze haren
- 1997 Batman & Robin – dokter
- 1992 Death Becomes Her – als lofredenaar
- 1990 Repossessed – als Crosby
- 1990 RoboCop 2 – als generaal
- 1989 Heathers – als schoolhoofd Gowan
- 1986 The Leftovers – als commissaris

### Televisieseries
Selectie:
- 1993 – 2012 General Hospital – als Edward Quartermaine – 458 afl.
- 2007 – 2008 The Land Before Time – als Topsy (stem) – 10 afl. (animatieserie)
- 2004 – 2006 Days of Our Lives – als Mickey Horton – 46 afl.
- 1999 – 2002 The Drew Carey Show – als pater Seymour – 5 afl.
- 1991 – 1993 Life Goes On – als pater Holduin – 3 afl.
- 1981 Smurfs – als diverse stemmen - ? afl. (animatieserie)
- 1962 The Jetsons – als diverse stemmen - ? afl. (animatieserie)